# Phumosia proserpina
Phumosia proserpina är en tvåvingeart som beskrevs av Villeneuve 1914. Phumosia proserpina ingår i släktet Phumosia och familjen spyflugor. Inga underarter finns listade i Catalogue of Life.